# Anopheles vagus
Anopheles vagus är en tvåvingeart som beskrevs av Doentiz 1902. Anopheles vagus ingår i släktet Anopheles och familjen stickmyggor. Inga underarter finns listade i Catalogue of Life.